# 미하엘 그라브너
미하엘 레네 그라브너(독일어: Michael René Grabner, 1987년 10월 5일 ~ )는 오스트리아의 아이스하키 선수로 포지션은 라이트윙이다. 고향 필라흐의 아이스하키 팀인 VSV EC 유스팀에서 아이스하키를 시작했으며, 17세에 북아메리카로 건너가 북아메리카 메이저급 주니어 리그인 웨스턴 하키 리그의 팀 스포캔 치프스에 입단했다. 스포캔 치프스에서 시즌 2번을 보낸 후 2006년 NHL 드래프트에서 전체 14위로 밴쿠버 커넉스의 지명을 받았다.
NHL 지명을 받은 후 스포캔 치프스에서 1시즌을 더 뛰었다. 그 후 밴쿠버 커넉스 산하의 마이너 팀이자 아메리칸 하키 리그의 팀인 매니토바 무스를 거쳐 밴쿠버 커넉스에 입단하며 NHL 경력을 시작했으며, 2010년에 트레이드로 뉴욕 아일런더스로 이적하였다. 그는 뉴욕 아일런더스에서 5시즌을 보냈고, 토론토 메이플리프스, 뉴욕 레인저스, 뉴저지 데블스, 애리조나 카이오티스에서 활약했다.
국제 대회에서는 오스트리아 아이스하키 국가대표팀의 일원으로 활약했으며, 2014년 동계 올림픽에 오스트리아 대표로 참가했다.